# 1601
1601 (MDCI) byl rok, který dle gregoriánského kalendáře započal pondělím.

## Události
- 8. února – Anglický šlechtic Robert Devereux se pokusil o puč a o získání kontroly nad Londýnem. Po nezdařeném puči byl 25. února popraven.
- 2. října – Anglická armáda porazila u irského města Kinsale španělskou armádu spojenou s irskými povstalci.
- Vlámský botanik Carolus Clusius ve Vídni ve svém díle Dějiny vzácných rostlin poprvé popsal brambory a pojmenoval je Papas peruanorum.
- Po 100 letech byla v Lisabonu dokončena výstavba kláštera jeronymitů.
- V Rusku vlivem neúrody po tzv. sopečné zimě vypukl na dva roky hladomor, kterému padlo za oběť až 30 % populace a způsobil destabilizaci společnosti.

### Probíhající události
- 1568–1648 – Nizozemská revoluce
- 1568–1648 – Osmdesátiletá válka
- 1585–1604 – Anglo-španělská válka
- 1593–1606 – Dlouhá turecká válka
- 1600–1611 – Polsko-švédská válka

## Narození

### Česko
- 13. března – Zikmund Miutini ze Spillimbergu, římskokatolický kněz, olomoucký kanovník a světící biskup († 1650)
- 09. listopadu – Fridrich Vilém Těšínský, těšínský kníže († 19. srpna 1625)

### Svět

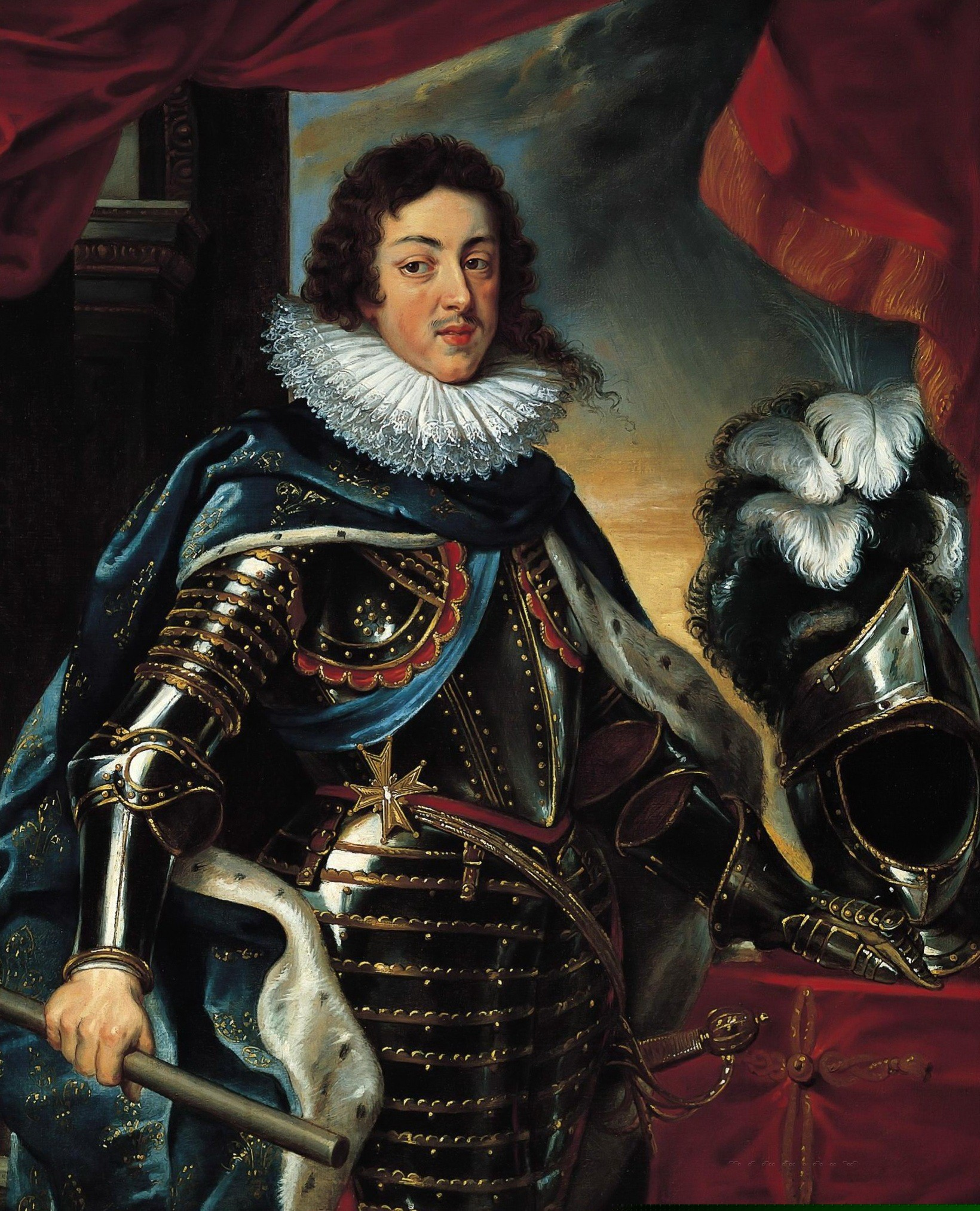
Ludvík XIII. (* 27. září)

- 08. ledna – Baltasar Gracián, španělský jezuita, spisovatel a filosof († 6. prosince 1658)
- 19. března – Alonso Caro, španělský malíř, architekt a sochař († 3. září 1667)
- 02. května – Athanasius Kircher, německý jezuitský učenec († 27. nebo 28. listopadu 1680)
- 21. června – Godefridus Henschenius, belgický jezuitský historik a hagiograf († 12. září 1682)
- 30. července – Anna Eleonora Hesensko-Darmstadtská, brunšvicko-lüneburská vévodkyně († 6. května 1659)
- 17. srpna – Pierre de Fermat, francouzský matematik († 12. ledna 1665)
- 13. září – Jan Brueghel mladší, vlámský barokní malíř († 1. září 1678)
- 22. září – Anna Rakouská, francouzská královna († 20. ledna 1666)
- 27. září – Ludvík XIII., francouzský král († 14. května 1643)
- 14. listopadu – Jan Eudes, francouzský katolický kněz († 19. srpna 1680)
- neznámé datum
  - Frans Ykens, vlámský malíř († 1693)
  - Tuhaj Bej, vojenský velitel a politik Krymských Tatarů († 30. června 1651)
  - pravděpodobně – Marie Vladimirovna Dolgorukovová, ruská carevna a manželka cara Michaila I. Fjodoroviče († 17. ledna 1625), další možností je rok 1608

## Úmrtí

### Česko
- 13. března – Mordechaj Maisel, primas Židovského města pražského (* 1528)
- 27. dubna – Václav Šturm, jezuitský kněz a spisovatel (* 1533)
- 22. června – Kateřina z Ludanic, poslední manželka Petra Voka z Rožmberka (* 1565)
- neznámé datum
  - Alžběta Kuronská, těšínská kněžna (* ?)
  - Humprecht Czernin z Chudenic, šlechtic a císařský rada (* 1525)
  - Simon Hüttel, malíř a kronikář města Trutnov (* 1530)

### Svět

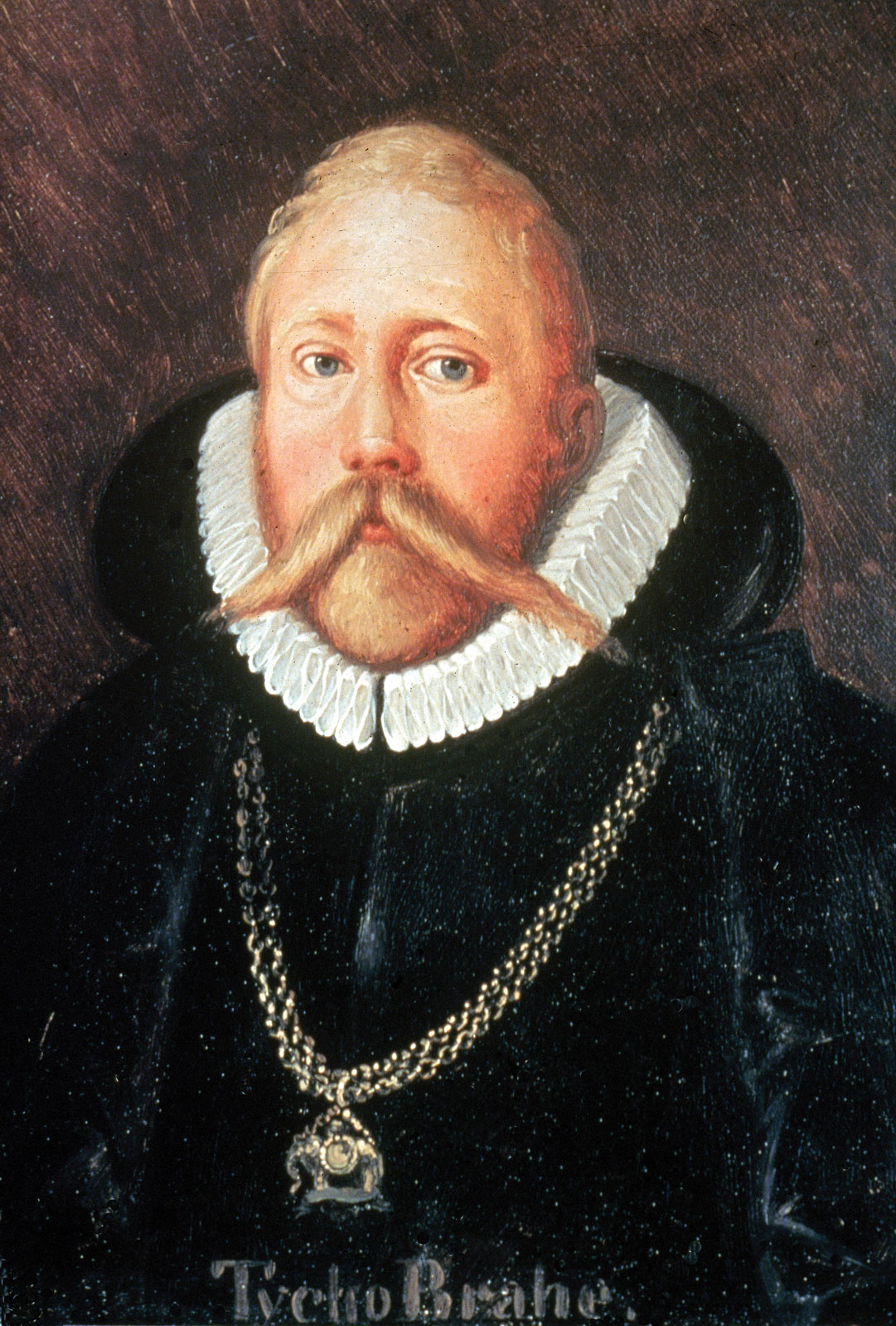
Tycho Brahe († 24. října)

- 29. ledna – Luisa Lotrinská, francouzská královna jako manželka krále Jindřicha II. (* 30. dubna 1553)
- 25. února – Robert Devereux, 2. hrabě z Essexu, anglický politik a vůdce vzpoury proti královně, popraven (* 10. listopadu 1566)
- 11. června – Františka Orleánská, kněžna z Condé a manželka královského prince Ludvíka I. de Condé (* 5. dubna 1549)
- 24. června
  - Henrietta Klévská, francouzská dvořanka a šlechtična (* 31. října 1542)
  - (nebo 9. září 1600) – Joris Hoefnagel, vlámský malíř (* 1542)
- 09. srpna – Michal Chrabrý, zakladatel rumunské státnosti (* 1558)
- 08. září – John Shakespeare, anglický obchodník a otec spisovatele Williama Shakespeara (* 1530)
- 24. října – Tycho Brahe, dánský astronom (* 14. prosince 1546)
- neznámé datum
  - Kryštof Guarinoni Fontanus, italský šlechtic, lékař a přírodovědec (* 1540)
  - Mao Kchun, čínský spisovatel a politik (* 1512)

## Hlavy států
- Anglie – Alžběta I. (1558–1603)
- Francie – Jindřich IV. (1589–1610)
- Habsburská monarchie – Rudolf II. (1576–1612)
- Osmanská říše – Mehmed III. (1595–1603)
- Polsko-litevská unie – Zikmund III. Vasa (1587–1632)
- Rusko – Boris Godunov (1598–1605)
- Španělsko – Filip III. (1598–1621)
- Švédsko – Karel IX. (1599–1611)
- Papež – Klement VIII. (1592–1605)
- Perská říše – Abbás I. Veliký